# Polyschides arnaudi
Polyschides arnaudi är en blötdjursart som beskrevs av Victor Scarabino 1995. Polyschides arnaudi ingår i släktet Polyschides och familjen Gadilidae. Inga underarter finns listade i Catalogue of Life.